# Goleszów

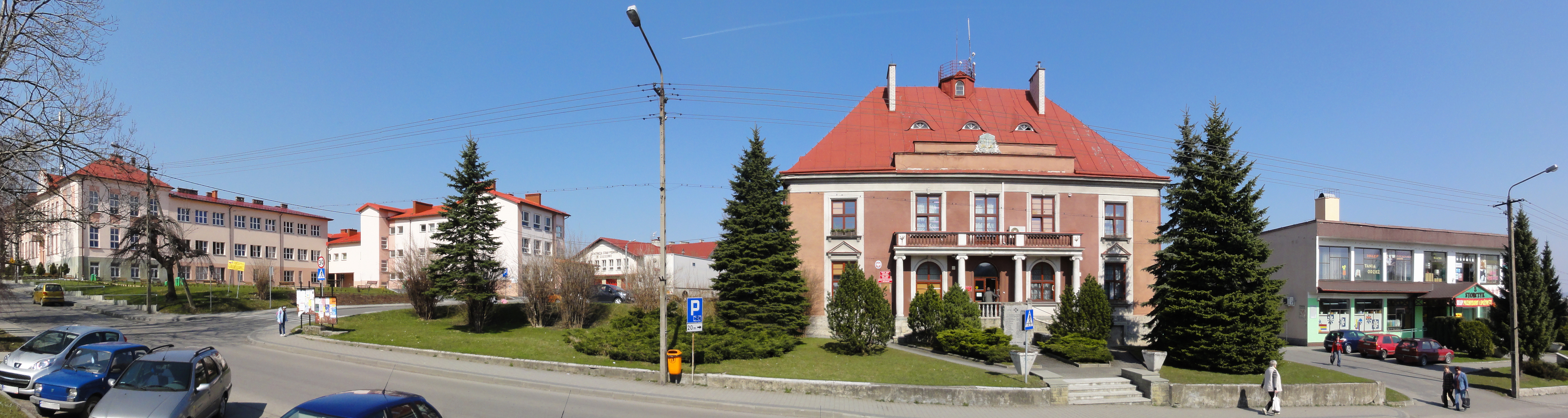
Ortsmitte mit Gemeindeamt und Schule

Goleszów (deutsch Golleschau; tschechisch Holešov ve Slezsku) ist ein Dorf im Powiat Cieszyński der Woiwodschaft Schlesien in Polen. Es ist Sitz der gleichnamigen Landgemeinde mit 13.142 Einwohnern (Stand 31. Dezember 2020).

## Geographie
Goleszów liegt im Schlesischen Vorgebirge (Pogórze Śląskie), etwa 24 Kilometer südwestlich von Bielsko-Biała und 65 Kilometer südlich von Katowice im Powiat (Kreis) Cieszyn.
Das Dorf (mit den drei Schulzenämtern: Goleszów Dolny, Goleszów Górny, Goleszów Równia) hat eine Fläche von 1211 Hektar.
Nachbarorte sind Godziszów im Norden, Kozakowice Dolne im Nordosten, die Stadt Ustroń im Osten, Cisownica im Südosten, Dzięgielów im Südwesten, Bażanowice im Westen sowie Ogrodzona im Nordwesten.

## Geschichte
Goleszów ist eines der ältesten Dörfer im Olsagebiet (auch Teschner Schlesien, polnisch Śląsk Cieszyński).
Der Ort wurde am 23. Mai 1223 in einer Urkunde des Breslauer Bischofs Lorenz erstmals urkundlich als Goles(u)ov(u)o erwähnt, als eines der vierzehn Dörfer in der castellatura de Tessin (Teschen), die den Zehnt an die Prämonstratenserinnen in Rybnik bezahlen sollten. Der Name ist abgeleitet vom Vornamen des Urbesitzers Golesz.
Politisch gehörte das Dorf ursprünglich in der Zeit des polnischen Partikularismus zum Herzogtum Oppeln-Ratibor. Das Herzogtum wurde 1281 nach dem Tod von Wladislaus I. von Oppeln geteilt. Endgültig (1290) gehörte das Dorf zum Herzogtum Teschen. Seit 1327 bestand die Lehnsherrschaft des Königreichs Böhmen und seit 1526 gehörte es zur Habsburgermonarchie.
Vermutlich gab es dort schon 1293 eine Kirche. Boleschaw im Teschener Dekanat wurde im Peterspfennigregister des Jahres 1447 erwähnt. Nach 1540 erfolgte unter Wenzel III. Adam die Reformation. Nach dem Toleranzpatent wurde 1781 eine lutherische Gemeinde in der Superintendentur A. B. Mähren und Schlesien errichtet.
Nach der Aufhebung der Patrimonialherrschaften war es ab 1850 eine Gemeinde in Österreichisch-Schlesien, Bezirk Bielitz und Gerichtsbezirk Skotschau. Im Jahre 1898 wurde ein Zementwerk gegründet. Goleszów war damals ein bedeutender Eisenbahnknoten.
In den Jahren 1880–1910 stieg die Einwohnerzahl von 1164 in 1880 auf 2434 in 1910 an, es waren überwiegend polnischsprachige (98,5 % in 1880, 1910 auf 90,9 % gesunken), die deutsch- (1,5 % in 1880, 6,7 % in 1910) und tschechischsprachigen (0,4 % in 1890, 2,2 % in 1910) Minderheiten nahmen zu. Im Jahre 1910 waren 66,7 % evangelisch, 30,8 % römisch-katholisch, 2,2 % Einwohner waren Juden.
1920, nach dem Zusammenbruch der k.u.k. Monarchie und dem Ende des Polnisch-Tschechoslowakischen Grenzkriegs kam Goleszów zu Polen. Unterbrochen wurde dies nur durch die Besetzung Polens durch die Wehrmacht im Zweiten Weltkrieg. Das KZ-Außenlager Golleschau wurde ab 1942 als eines der ersten ständigen Nebenlager des KZ Auschwitz I ausgebaut.
Von 1975 bis 1998 gehörte Goleszów zur Woiwodschaft Bielsko-Biała.

## Gemeinde
Zur Landgemeinde (gmina wiejska) Goleszów gehören das Dorf selbst und neun weitere Dörfer mit elf Schulzenämtern (sołectwa).

## Religion
Die katholische Pfarrei gehört zum Bistum Bielsko-Żywiec mit Sitz in Bielsko-Biała, das Dorf ist Sitz eines Dekanats. Die evangelische Pfarrei gehört zur Diözese Cieszyn.

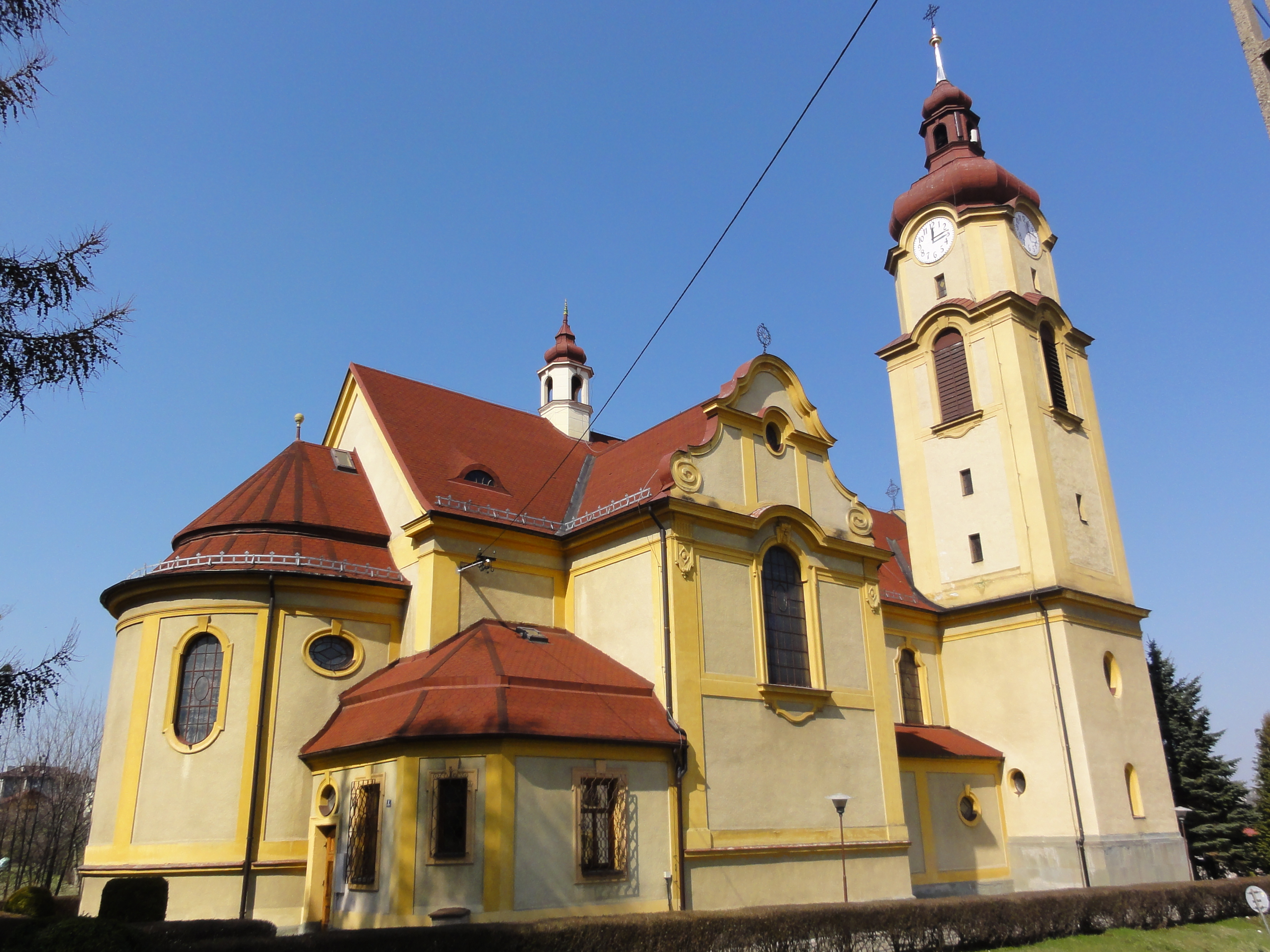
Katholische Kirche
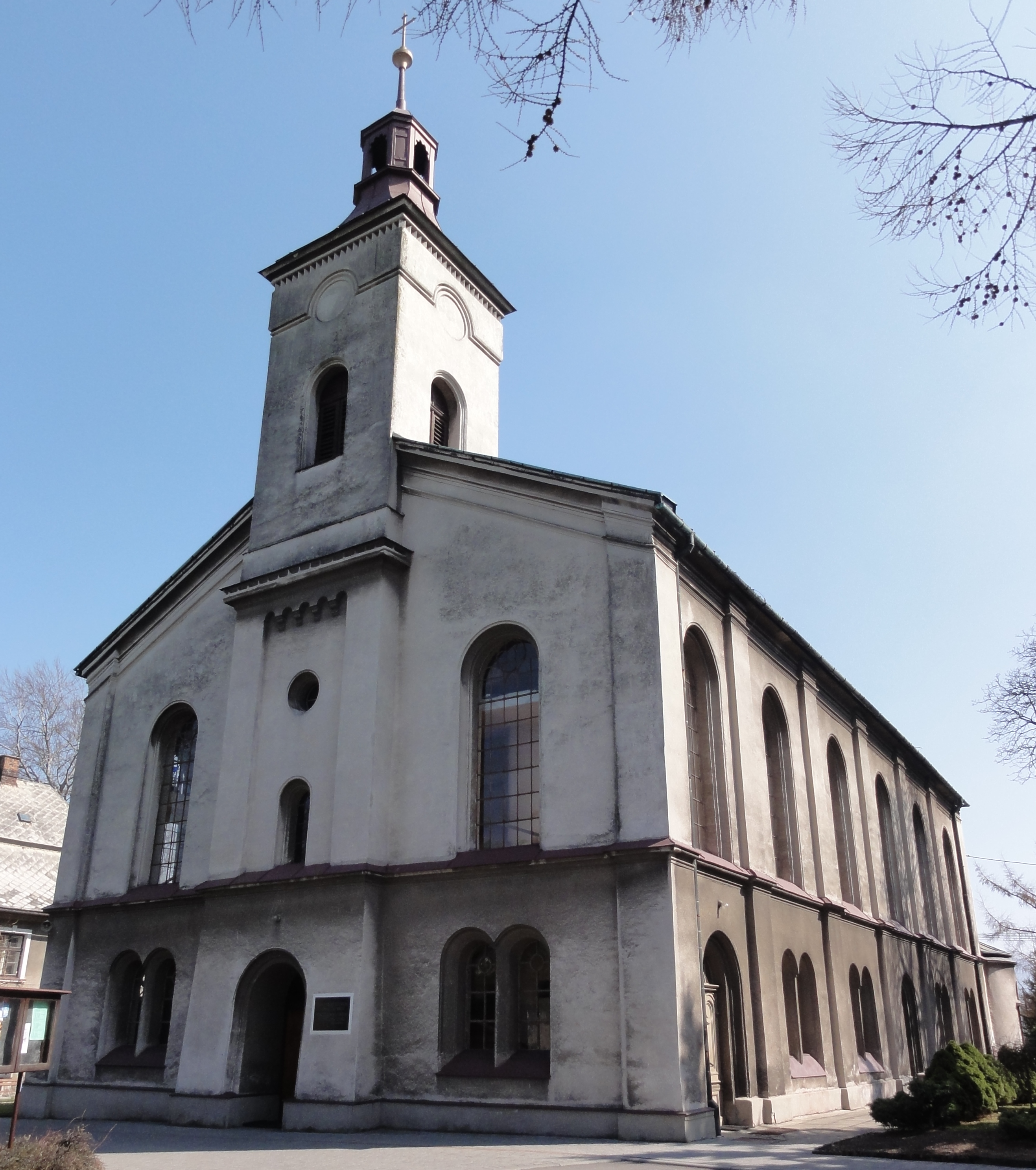
Evangelische Kirche
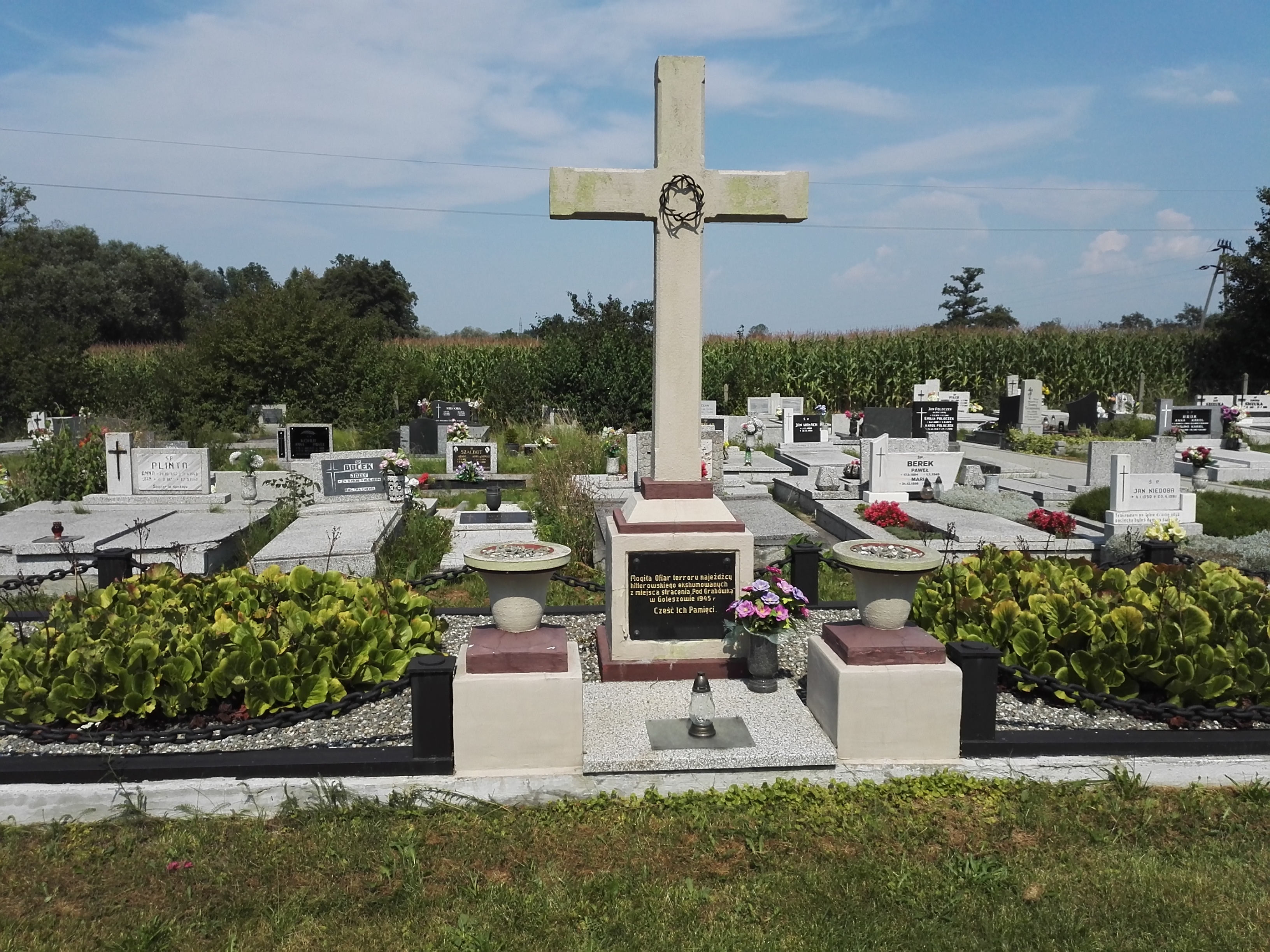
Evangelischer Friedhof

## Verkehr
Der Bahnhof Goleszów liegt am Abzweig der Bahnstrecke Goleszów–Wisła Głębce von der Bahnstrecke Bielsko-Biała–Cieszyn, die Richtung Cieszyn außer Betrieb ist und Richtung Bielsko-Biała ab Skoczów.

## Persönlichkeiten
- Władysław Tajner (1935–2012), polnischer Skispringer und Skisprungtrainer.